# サンクト・アントン・アム・アールベルク
サンクト・アントン・アム・アールベルク（バイエルン語・標準ドイツ語：St.Anton am Arlberg, アレマン語：St.Anton am Arlbearg（ザンクト・アントン・アム・アールベアーク））は、オーストリア・チロル州ランデック郡にある村である。
なお、標準ドイツ語では通常は「ザンクト・アントン・アム・アールベルク」と表記し、舞台ドイツ語では「ザンクト・アントン・アム・アルルベルク」と表記されることもある。

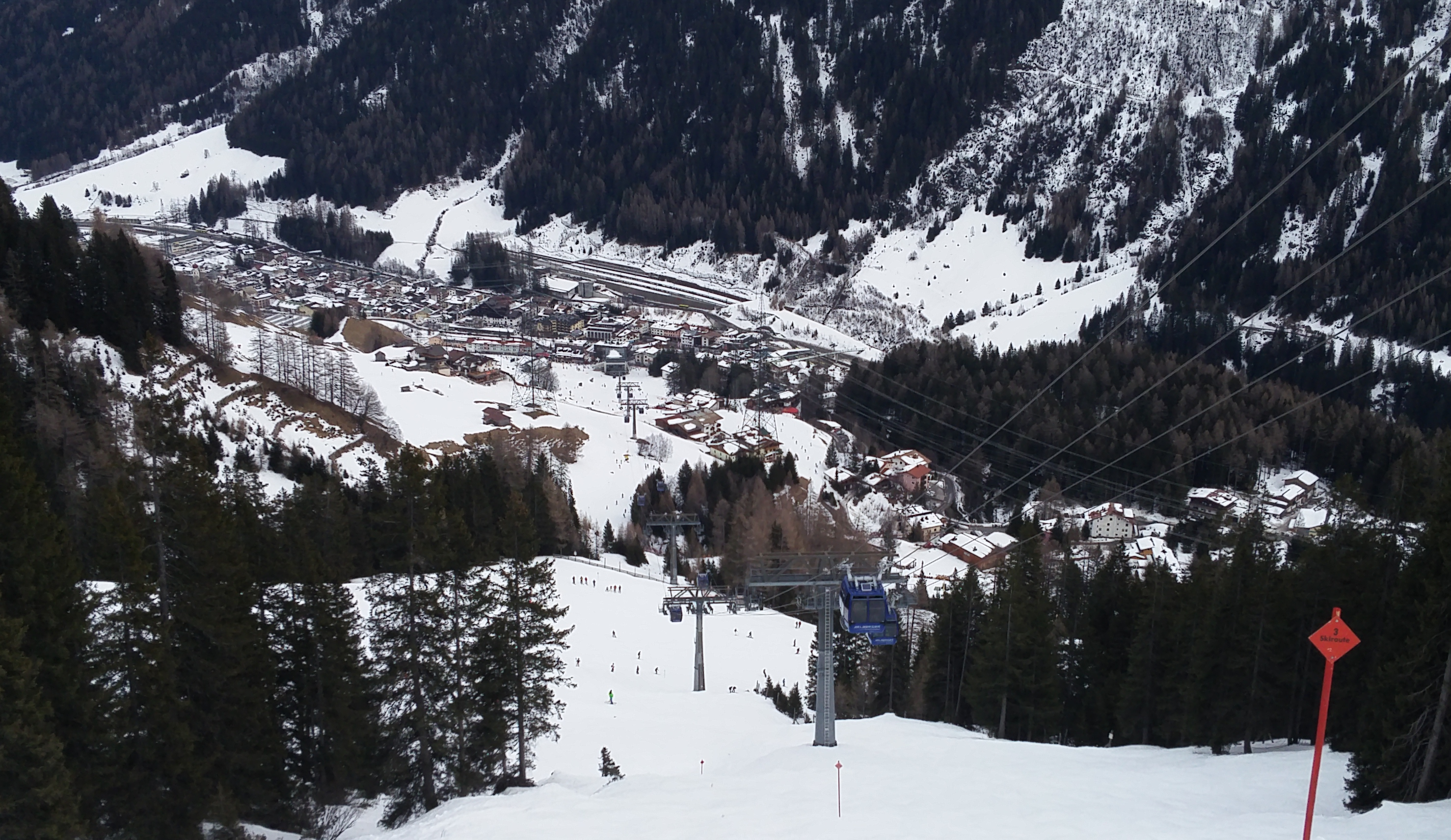
アールベルク峠

## 概要
チロル州とフォアアールベルク州の境目にあるアールベルク峠で最も観光客の宿泊数が多い村であり、国際的には「アルペンスキー発祥の地」として知られている。サンクト・アントンは標高1304mにあり、人口が約2600人と小さな村だが、10000以上のベッド数を誇り、毎年110万泊以上の観光客宿泊数を記録するオーストリアを代表するリゾート地である。
住民は、隣接するフォアアールベルク州同様にアレマン語系最高地アレマン語を言語とするアレマン人が多い。
また、1960年代後半から70年代前半にかけてアルペンスキー界で圧倒的な実力を誇り、1972年札幌オリンピックでの金メダル最有力候補とされながら、「スキー製造会社と専属契約を結び、そこから収入をも得ているようなプロ選手は、このアマチュア選手向けの大会に出場することは許可できない」という理由からオリンピック委員会に大会直前に出場権を剥奪され、オーストリアに帰国しなくてはならなかった伝説的なスキー選手カール・シュランツと、アルペンスキーのパイオニアであり、1930年代から数回来日し、日本でも「スキー術」（当時）を教えたハンネス・シュナイダーの生まれ故郷でもある。
ハンネス・シュナイダーが1930年代から数回に渡り日本の長野県野沢温泉村で「スキー術」の講習会やデモンストレーションなどを行ったことなどから、野沢温泉村はサンクト・アントンの姉妹都市になり、今日でも毎年のように様々な形での交流が行われている。

## 地勢
サンクト・アントンはチロル州の州都インスブルックより西に約100km、スイスのチューリッヒから東へ約250kmのところにあり、車や鉄道での所要時間はインスブルックからは約1時間、チューリッヒからは約2時間30分である。サンクト・アントンはアールベルク峠の中心的な役割を担っている村であり、面積は165 km²とリヒテンシュタイン公国の面積を上回る。最も有名な山はガンペン山（1805m）、ガルツィック山（1905m）とヴァルーガ山（2811m）であり、共にケーブルカーやゴンドラを利用して登ることが出来る。

## 地名
サンクト・アントンの地の正式地名は1200年代以降、「ヴァッリス・タベルナ」、「シュタンツァータール」、「サンクト・ヤコブ」、「ナッサーライン」と既に5度変更されてきたが、1800年代後半に現在はオーストリア国鉄の一部である「アールベルクバーン」が開通した際に完成した駅が「サンクト・アントン・アム・アールベルク」であったことから、駅の完成後にこの駅にちなんで村の正式地名も「サンクト・アントン・アム・アールベルク」になった。
ちなみにオーストリア政府観光局やオーストリア大使館等では「アールベルク峠にある」という意味を持つ「アム・アールベルク」（am Arlberg）は略され、「サンクト・アントン」、もしくは「サンクトアントン」と紹介されている。

## 歴史

### 中世時代・アールベルク峠の基点として
1275年当時の地図に初めて当時の地名であった「ヴァッリス・タベルナ」として表記されたサンクト・アントンは、アールベルク峠を超える交通インフラの発展と共に道を歩んできた。
1363年に現在のチロル州がハプスブルク帝国の一部になると、サンクト・アントンはオーストリアからアールベルク峠を越えてスイスやフランスへ向かうルートの重要な基点となった。様々な品物や人がサンクト・アントンを経由する中、村にとって最も経済的に大きな富をもたらしたのが岩塩と軍事品の流通、そしてハプスブルク帝国の軍隊であった。ハプスブルク軍はオーストリアから西へ進攻する際、サンクト・アントンに重要な基地を置くようになり、それによって多大な富がもたらされた村は大いに繁栄した。
しかし1450年にアールベルク峠周辺のアルムの土地とそれらの土地の独占利用権がリンダウ・アム・ボーデンゼーに売却されると、リンダウはアールベルク峠を越える全ての物流を厳しく管理し、さらにチロル州のハル・イン・チロルで発掘されていた岩塩をアールベルク峠ではなく、新たに開拓されたフェルン峠を越えるルートによって流通させた。この岩塩の物流ルートの変更によって重要な収入源を失ったサンクト・アントンは経済的な大打撃を受けた。15世紀の終わりにはあまりの貧困からアールベルク峠を越える道を整備できなくなり、台車や馬車が峠を通過できなくなる。

### 19世紀後半・アールベルクトンネルの完成
1787年になって当時の最新技術が施された国道「ヨゼフィーニシェ・シュトラーセ」が開通したこともあり、一時的に物流や人の交流が再び増加し、村に大きな富をもたらすようになるが、1860年頃にはインスブルックから東方向へ向かうルートで鉄道が運行されるようになったため、ハル・イン・チロルで採掘された岩塩を含め様々な物や人が再びサンクト・アントンを経由してではなく、バイエルン王国（現在はドイツのバイエルン州）を経由してスイスやフランス、イギリスなどに運ばれるようになる。よってサンクト・アントンの村は再び重要な収入源を失い、経済的に厳しい状況に追い込まれる。元々流通によって栄えていた地域であったため、各所帯の農業規模は小さく、家庭をもつ父親は新たな収入を求め、ハプスブルク帝国の他地域やドイツ、フランス、イタリアなどに出稼ぎに行くようになる。
しかし1884年にアールベルク峠を通るアールベルクトンネルが完成し、ハプスブルク帝国鉄道の一部となるアールベルク鉄道（現在はオーストリア国鉄の一部）が開通すると、サンクト・アントンは再び経済的に復調する。さらに鉄道の運行によって流通のみならず、サンクト・アントンは歴史上初めて観光地としての人気を得るようになる。

### アルペンスキーの聖地として
1895年にはサンクト・アントンの歴史上初となるホテル、「ホテル・ポスト」がオープン。以降も徐々に観光客向けの宿泊施設が建設されていき、第一次世界大戦勃発直前の1914年には369床のベッド数を誇る観光地に発展した。1901年1月3日にはサンクト・クリストフにて世界最古のスキークラブ「スキークラブ・アールベルク」が発足され、数年後にはアルペンスキーの国際大会が開催されるようになった。1907年には後にアルペンスキーのパイオニアとして知られるようになるハンネス・シュナイダーがサンクト・アントンでスキー講習会を始め、1922年には現在ではオーストリア最大規模を誇るスキー学校「スキースクール・アールベルク」を設立する。1923年には後に各国のスキー教本のお手本となり、「アールベルクバイブル」と呼ばれた「スキーの驚異」が発刊された。この教本で紹介されたシュテムシュブングを基本とする様々なスキー技術は「アールベルク・スキー技法」と呼ばれた。1920年代から1930年代にかけてはアーノルド・ファンクによって「スキーの驚異」、「白銀の乱舞」、「スノーシューの新七不思議」（一部にはハンネス・シュナイダーが主演）など様々な映画が撮影され、サンクト・アントンはスキーリゾートとしての国際的な名声を得るようになる。1937年にはガルツィック山にゴンドラが開通。多くの観光客が訪れるようになり、第二次世界大戦勃発直前には1154床のベッド数を誇った。

### 第二次世界大戦の影響
しかし1938年にオーストリアがナチス・ドイツに併合される（アンシュルス）とサンクト・アントンでも他のナチス・ドイツ帝国の地域同様に主にユダヤ人に対しての厳しい体制がしかれるようになる。自らのスキー学校でユダヤ人のスキー教師を雇い続け、アーリア人以外に対しても平等なスキー講習を行うのを止めなかったハンネス・シュナイダーもナチス・ドイツ体制の反対勢力の一味とされ逮捕される。一度は釈放されるものの、最後の最後までナチス・ドイツに対して反抗を続けたハンネス・シュナイダーは最終的にはアメリカへの逃亡を余儀なくされる。第二次世界大戦終了間際にはアメリカ軍から追跡を逃れていたドイツ軍はサンクト・アントンを占領していたが、最終的には1945年の5月に大きな戦いは無いままアメリカ軍に明け渡される。サンクト・アントンの住民のうち240人が第二次世界大戦中に前線に送られ、86人が村に戻ることができなかった。

### リゾート地としての発展と2001年アルペンスキー世界選手権
1947年頃から再び夏と冬の観光産業が軌道に乗るようになり、1975年には56万泊以上の年間観光客宿泊数を記録した。1975年からは徐々にスキー場が拡大され、サンクト・クリストフ、レッヒなどのスキー場を「アールベルク・スキー場」に統一。全てのリフトやゴンドラを一枚の共通券で利用できるようになり、オーストリア最大規模のスキー場に発展する。1995年にはサンクト・アントンの年間観光客宿泊数が90万泊を突破。最新の設備を整える国際的なスキー場として高い評価を得て、1996年には2001年アルペンスキー世界選手権の開催地に決定する。
この決定によりさらなるインフラへの投資が行われ、新しいスキースタジアムが設立され、多くの最新型リフトが導入された。また最新の設備を誇るウェルネスセンター「アールベルク・ウェルコム」が建設された。また、このアルペンスキー世界選手権プロジェクトの一環として、それまで街の中心地にあったオーストリア国鉄のサンクト・アントン駅が中心地の脇を通る国道の反対側に移転した（移転工事の総費用は20億シリング、約200億円）。これによって列車による街中の騒音問題も解決され、元々線路が敷かれていた広大な土地には公園などが作られ、街の中心に新たな緑の空間が生まれた。2000年9月10日より新駅が利用されるようになり、古い駅の建物は文化財保護を受けることになった。
2009年現在のベッド数は10000床以上、観光客宿泊数は110万泊以上を記録し、オーストリアを代表するリゾート地としての地位を確固たるものにした。

## 観光産業・インフラ
サンクト・アントンのみならず、アールベルク峠全体で最も重要な産業は観光産業である。今日では10000以上のベッド数を誇り、毎年110万泊以上の観光客宿泊数を記録するサンクト・アントンは、1970年代までは冬のみならず、夏の観光シーズンでも「アルプスの避暑地」として人気が高く、ヨーロッパ中から観光客が訪れていた。しかし1970年代後半から北アフリカやアジア、アメリカなどヨーロッパ以外の地域への旅行が増加し、サンクト・アントンを夏に訪れる観光客は徐々に減少する。そのためこの時期に「サンクト・アントンは冬のリゾート地」としてのイメージがついたが、1990年代前半からは再びアルプスでのハイキング、トレッキング、マウンテンバイク、ノルディックウォーキングなどが盛んになり、夏でも主に登山を目的とした観光客が多く訪れるようになった。このような傾向によって夏の観光シーズンでも再びゴンドラやリフトが運行されるようになり、多くのホテルや貸し別荘が夏の観光客向けの様々なサービスやパッケージを提供するようになった。また、村の中心部にある最新のスポーツ施設を利用しながら高地トレーニングができるため、テニスやサッカー、バレーボール、ロッククライミングのチームなどがサンクト・アントンで合宿を行うようになっている。

## 農業
農業を営む人々はここ最近減少しているが、現在でも41世帯が副業として農家を経営している。また、多くのアルムが存在し、サンクト・アントン周辺の山々では多くの牛や羊、ハフリンガー（馬）が飼われている。

## 名所・旧跡・観光スポット・祭事・催事
- スキー郷土博物館（サンクト・アントンやアルペンスキー発達の歴史を紹介する博物館。姉妹都市である長野県野沢温泉村を紹介するコーナーもあり。一階は郷土料理レストラン）
- ヴァルーガ山頂展望台（ゴンドラを乗り継いで登れ、標高2811mにある展望台。オーストリア、ドイツ、スイス、イタリアの4カ国を一望できる）
- アールベルク・スキー場（サンクト・アントン、サンクト・クリストフ、レッヒなどアールベルク峠の各スキー場がリフトやゴンドラでつながっており、共通のリフト券で滑ることができるオーストリア最大級のスキー場）
- アールベルク・ウェルコム（最新の設備を誇るウェルネスセンター）
- サンクト・アントン教区教会（1698年に建てられた村の中心部にある教会）
- サンクト・クリストフ礼拝堂（1386年にハインリッヒ・フィンデルキンドによって建てられた礼拝堂）
- サンクト・ヤコブ教会（1200年代に建てられた村で最も古い教会）